# Districte de Náchod
El districte de Náchod (en txec Okres Náchod) és un districte de la regió de Hradec Králové, a la República Txeca. La seu administrativa és a Náchod.

## Llista de municipis
Adršpach Plantilla:Malé • 
Bezděkov nad Metují • 
Bohuslavice • 
Borová • 
Božanov Plantilla:Malé • 
Broumov Plantilla:Malé • 
Brzice Plantilla:Malé • 
Bukovice • 
Černčice • 
Červená Hora • 
Červený Kostelec Plantilla:Malé • 
Česká Čermná • 
Česká Metuje Plantilla:Malé • 
Česká Skalice Plantilla:Malé • 
Dolany Plantilla:Malé • 
Dolní Radechová • 
Hejtmánkovice • 
Heřmanice Plantilla:Malé • 
Heřmánkovice Plantilla:Malé • 
Horní Radechová Plantilla:Malé • 
Hořenice • 
Hořičky Plantilla:Malé • 
Hronov Plantilla:Malé  • 
Hynčice • 
Chvalkovice Plantilla:Malé • 
Jaroměř Plantilla:Malé  • 
Jasenná • 
Jestřebí • 
Jetřichov • 
Kramolna Plantilla:Malé • 
Křinice • 
Lhota pod Hořičkami Plantilla:Malé • 
Libchyně • 
Litoboř • 
Machov Plantilla:Malé • 
Martínkovice • 
Mezilečí Plantilla:Malé • 
Mezilesí • 
Meziměstí Plantilla:Malé • 
Nahořany Plantilla:Malé • 
Náchod Plantilla:Malé • 
Nové Město nad Metují Plantilla:Malé • 
Nový Hrádek Plantilla:Malé • 
Nový Ples • 
Otovice • 
Police nad Metují Plantilla:Malé • 
Provodov-Šonov Plantilla:Malé • 
Přibyslav • 
Rasošky Plantilla:Malé • 
Rožnov Plantilla:Malé • 
Rychnovek Plantilla:Malé • 
Říkov • 
Sendraž • 
Slatina nad Úpou • 
Slavětín nad Metují • 
Slavoňov Plantilla:Malé • 
Stárkov Plantilla:Malé • 
Studnice Plantilla:Malé • 
Suchý Důl Plantilla:Malé • 
Šestajovice Plantilla:Malé • 
Šonov • 
Teplice nad Metují Plantilla:Malé • 
Velichovky Plantilla:Malé • 
Velká Jesenice Plantilla:Malé • 
Velké Petrovice Plantilla:Malé • 
Velké Poříčí • 
Velký Třebešov • 
Vernéřovice • 
Vestec Plantilla:Malé • 
Vlkov • 
Vršovka • 
Vysoká Srbská Plantilla:Malé • 
Vysokov • 
Zábrodí Plantilla:Malé • 
Zaloňov Plantilla:Malé • 
Žďár nad Metují • 
Žďárky • 
Žernov